# Diego Gómez (football, 2003)
Ne doit pas être confondu avec le footballeur franco-argentin né en 1984 Diego Gómez
Diego Gómez, né le 27 mars 2003 à San Juan Bautista au Paraguay, est un footballeur international paraguayen qui évolue au poste de milieu central à Brighton & Hove Albion.

## Biographie

### En club
Né à San Juan Bautista au Paraguay, Diego Gómez est formé par le Club Libertad. Il joue son premier match en professionnel le 4 mai 2022, lors d'une rencontre de Copa Libertadores face au Caracas FC. Il entre en jeu à la place d'Antonio Bareiro (en) et son équipe s'incline par un but à zéro. Il s'impose comme un joueur régulier à partir du mois de juin et ses prestations attirent alors des clubs étrangers comme la SE Palmeiras mais le jeune joueur reste dans son club formateur. Gómez inscrit son premier but en professionnel le 31 juillet 2022, lors d'une rencontre de championnat face au Resistencia SC. Il est titularisé et participe à la victoire de son équipe par quatre buts à zéro,.
Le 19 juillet 2023, Diego Gómez est transféré à l'Inter Miami en Major League Soccer où il signe un contrat de trois ans et demi. 
Il dispute sa première rencontre avec Miami en entrant en jeu le 3 août suivant dans le derby face à Orlando City en seizièmes de finale de Leagues Cup (victoire 3-1). Gómez fait ses débuts en MLS le 27 août 2023, face aux Red Bulls de New York. Il se fait remarquer à cette occasion en inscrivant son premier but pour le club, et contribue à la victoire de son équipe (0-2 score final)

### En sélection
En août 2022, Diego Gómez est retenu pour la première fois avec l'équipe nationale du Paraguay par le sélectionneur Guillermo Barros Schelotto. Le 1er septembre 2022, il honore sa première sélection lors d'un match amical face au Mexique. Il entre en jeu et son équipe s'impose sur le score de un but à zéro. Il s'agit d'une ascension fulgurante pour le jeune milieu de 19 ans, qui fait ses débuts en sélection seulement trois mois et 28 jours après ses débuts en professionnel.
En octobre 2023, Diego Gómez est convoqué avec l'équipe du Paraguay olympique pour préparer le tournoi pré-olympique de la CONMEBOL au Venezuela, avec pour objectif la participation aux Jeux Olympiques de Paris 2024. Capitaine, son équipe remporte le tournoi pour la seconde fois après 1992 et Gómez termine meilleur buteur avec cinq buts.

## Statistiques détaillées

### En club
| Saison                | Club                   | Championnat           | Championnat | Championnat | Championnat | Coupe nationale | Coupe nationale | Coupe nationale | Coupe de la Ligue | Coupe de la Ligue | Coupe de la Ligue | Compétition(s) continentale(s) | Compétition(s) continentale(s) | Compétition(s) continentale(s) | Compétition(s) continentale(s) | Coupe du monde des clubs | Coupe du monde des clubs | Coupe du monde des clubs | Total | Total | Total |
| Saison                | Club                   | Division              | M.          | B.          | P.d.        | M.              | B.              | P.d.            | M.                | B.                | P.d.              | Comp.                          | M.                             | B.                             | P.d.                           | M.                       | B.                       | P.d.                     | M.    | B.    | P.d.  |
| 2022                  | Club Libertad          | División Profesional  | 21          | 2           | 1           | -               | -               | -               | -                 | -                 | -                 | CL                             | 5                              | 0                              | 0                              | -                        | -                        | -                        | 26    | 2     | 1     |
| 2023                  | Club Libertad          | División Profesional  | 19          | 3           | 2           | -               | -               | -               | -                 | -                 | -                 | CL+CS                          | 6+1                            | 1+0                            | 1+0                            | -                        | -                        | -                        | 26    | 4     | 3     |
| Sous-total            | Sous-total             | Sous-total            | 40          | 5           | 3           | -               | -               | -               | -                 | -                 | -                 | -                              | 12                             | 1                              | 1                              | -                        | -                        | -                        | 52    | 6     | 4     |
| 2023                  | Inter Miami            | MLS                   | 5           | 1           | 0           | 2               | 0               | 0               | -                 | -                 | -                 | LC                             | 5                              | 0                              | 0                              | -                        | -                        | -                        | 12    | 1     | 0     |
| 2024                  | Inter Miami            | MLS                   | 22          | 3           | 5           | -               | -               | -               | -                 | -                 | -                 | LC+CC                          | 2+4                            | 2+1                            | 1+1                            | -                        | -                        | -                        | 28    | 6     | 7     |
| Sous-total            | Sous-total             | Sous-total            | 27          | 4           | 5           | 2               | 0               | 0               | -                 | -                 | -                 | -                              | 11                             | 3                              | 2                              | -                        | -                        | -                        | 40    | 7     | 7     |
| 2024                  | Brighton & Hove Albion | Premier League        | 15          | 0           | 0           | 3               | 0               | 0               | -                 | -                 | -                 | -                              | -                              | -                              | -                              | -                        | -                        | -                        | 18    | 0     | 0     |
| Total sur la carrière | Total sur la carrière  | Total sur la carrière | 82          | 9           | 8           | 5               | 0               | 0               | -                 | -                 | -                 | -                              | 23                             | 4                              | 3                              | -                        | -                        | -                        | 110   | 13    | 11    |

### En sélection nationale
| Saison                | Sélection             | Phases finales        | Phases finales | Phases finales | Phases finales | Éliminatoires CDM | Éliminatoires CDM | Éliminatoires CDM | Matchs amicaux | Matchs amicaux | Matchs amicaux | Total | Total | Total |
| Saison                | Sélection             | Compétition           | M              | B              | Pd             | M                 | B                 | Pd                | M              | B              | Pd             | M     | B     | Pd    |
| --------------------- | --------------------- | --------------------- | -------------- | -------------- | -------------- | ----------------- | ----------------- | ----------------- | -------------- | -------------- | -------------- | ----- | ----- | ----- |
| 2022-2023             | Paraguay              | -                     | -              | -              | -              | -                 | -                 | -                 | 4              | 0              | 0              | 4     | 0     | 0     |
| 2023-2024             | Paraguay              | Copa América 2024     | -              | -              | -              | 3                 | 0                 | 0                 | -              | -              | -              | 3     | 0     | 0     |
| 2024-2025             | Paraguay              |                       | -              | -              | -              | 6                 | 1                 | 2                 | -              | -              | -              | 6     | 1     | 2     |
| Total sur la carrière | Total sur la carrière | Total sur la carrière | -              | -              | -              | 9                 | 1                 | 2                 | 4              | 0              | 0              | 13    | 1     | 2     |

Le tableau suivant liste les rencontres de l'équipe du Paraguay dans lesquelles Diego Gómez a été sélectionné depuis le 1er novembre 2022 jusqu'à présent :

## Palmarès

### En club
| Club Libertad (2) :                                                           | Inter Miami (1):                     |
| ----------------------------------------------------------------------------- | ------------------------------------ |
| - Championnat du Paraguay (2) - Champion : 2022 (ouverture), 2023 (ouverture) | - Leagues Cup (1) - Vainqueur : 2023 |

### En sélection
| Paraguay Olympique (1):                                       |
| ------------------------------------------------------------- |
| - Tournoi pré-olympique de la CONMEBOL (1) - Vainqueur : 2024 |

### Récompenses individuelles
- Meilleur buteur du Tournoi pré-olympique de la CONMEBOL 2024 (5 buts)